# لیبرتی مدیا
لیبرتی مدیا (انگلیسی: Liberty Media) شرکت هلدینگ رسانه‌ای آمریکایی است، که در زمینه مدیریت رسانه‌های گروهی، ارائه خدمات تلویزیون کابلی و تلویزیون ماهواره‌ای فعالیت می‌نماید.
شرکت لیبرتی مدیا در سال ۱۹۹۱ توسط جان سی. مالون راه‌اندازی شد و در حال حاضر دارای سهام در شرکت‌های بارنز اند نوبل، سنچری‌لینک، اسپرینت، واینستین کمپانی، دایرکت‌تی‌وی، ویاکوم، تایم وارنر و تایم وارنر کیبل می‌باشد.
دفتر مرکزی این شرکت در شهر داگلاس، کلرادو، ایالات متحده آمریکا قرار دارد و سهام آن در بازار بورس نزدک معامله می‌شود.